# IC 4888
IC 4888 ist eine elliptische Galaxie vom Hubble-Typ E/S0 im Sternbild Teleskop am Südsternhimmel. Sie ist schätzungsweise 112 Millionen Lichtjahre von der Milchstraße entfernt und hat einen Durchmesser von etwa 30.000 Lj. Gemeinsam mit IC 4889 bildet sie ein gravitativ gebundenes Galaxienpaar.
Das Objekt wurde am 31. August 1904 von Royal Harwood Frost entdeckt.